# ジャパン・レンタル・アソシエーション
一般社団法人ジャパン・レンタル・アソシエーションは東京都港区に事務局を置く、建設業界・不動産業界・イベント業界をはじめ、国内外の企業向けにFF&E（Furniture〈家具〉, Fixture〈什器〉& Equipment〈備品〉）をレンタルする企業と業務に関連がある企業の団体である。

## 沿革
- 2007年 - 什器・備品レンタル協会 設立
- 2013年 - 九州支部 設立
- 2015年 - 北海道支部・東北支部・中部支部・関西支部 設立
- 2016年 - 事務所を東京都品川区大崎に移転
- 2018年 - 一般社団法人什器・備品レンタル協会の商号を一般社団法人ジャパン・レンタル・アソシエーションに変更
- 2022年 - 関東支部 設立
- 2024年8月1日 - 事務所を東京都品川区大崎から東京都港区芝に移転

## 支部一覧
- 北海道支部（北海道札幌市）
- 東北支部（宮城県名取市）
- 関東支部（東京都新宿区）
- 中部支部（愛知県名古屋市）
- 関西支部（大阪府大阪市）
- 九州支部（福岡県大野城市）

## 事業内容
- 災害時における被災者救済の用に供する物品の円滑な調達支援
- 公共の便益増進の目的のための会合・集団行動の用に供する物品の円滑な調達支援
- 「3R+R」（Reduce, Reuse, Recycle + Rental）を理念とし、レンタルを“環境”配慮型ビジネスとして認知していただくための普及活動